# Risque industriel en Seine-Maritime
Le risque industriel en Seine-Maritime est la combinaison de la probabilité de survenue d’un accident industriel sur le territoire du département de Seine-Maritime et de ses conséquences négatives potentielles pour la santé humaine, l’environnement, les biens, dont le patrimoine culturel et l’activité économique.
Le département de Seine-Maritime présente un tissu industriel très dense le long de la vallée de la Seine, propice à la survenue d'accidents industriels. Les accidents les plus remarquables et les plus récents se sont produits les 21 janvier 2013, occasionnant une importante émanation de mercaptans gazeux dans l'environnement, et le 26 septembre 2019, un incendie provoquant un panache noir de fumées et de retombées de suies entraînant d'importantes restrictions agricole et un suivi sanitaire de la population. Ces deux accidents se sont produits dans l'entreprise Lubrizol de Rouen.
Plusieurs plans de prévention des risques technologiques ont été mis en place afin de prévenir les risques aux abords de certains sites.
L'information de la population est faite via différents vecteurs. Le dossier départemental des risques majeurs (DDRM) recense à l’échelle d’un département l’ensemble des risques majeurs par commune, dont le risque industriel. Le dossier d'information communal sur les risques majeurs (DICRIM) précise au niveau communal ces risques. Il est complété par le plan communal de sauvegarde qui définit l'organisation pour y faire face. Enfin, depuis 2006, l’information des acquéreurs ou locataires doit être faite sur les risques auxquels le bien immobilier est exposé.

## Accidents industriels en Seine-Maritime

### Contexte industriel
La vallée de la Seine concentre de nombreuses zones industrielles dans, se répartissant sur trois pôles principaux : l'estuaire (zone industrialo-portuaire du Havre), la zone Lillebonne/Notre-Dame-de-Gravenchon en amont du pont de Tancarville et Rouen. Les activités industrielles sont diverses : la pétrochimie (raffineries Total, ExxonMobil, Shell), les industries de pointe, en particulier les usines automobile Renault (Sandouville, Cléon, Dieppe) et deux centrales nucléaires à Penly (2 × 1 300 MW) au nord de Dieppe et à Paluel (4 × 1 300 MW) à l'est de Fécamp.Les activités portuaires sont quant à elles réparties sur différents sites : port du Havre (premier port à conteneurs de France), grand port maritime de Rouen, port pétrolier d'Antifer et ports secondaires (Dieppe, Fécamp et Le Tréport).
La plupart de ces activités sont génératrices de risques industriels.

### Typologie des risques industriels
Les générateurs de risques sont regroupés en deux familles : 
- Les industries chimiques produisant ou stockant des produits chimiques de base, des produits destinés à l'agroalimentaire (notamment les engrais), les produits pharmaceutiques et de consommation courante (eau de javel, etc.) ;
- Les industries pétrochimiques produisant l'ensemble des produits dérivés du pétrole (essences, goudrons, gaz de pétrole liquéfié).

Tous ces établissements sont des établissements fixes qui produisent, utilisent ou stockent des produits répertoriés dans une nomenclature spécifique.
Les effets  d’un accident industriel sont rangés en trois familles : 
- Les effets thermiques sont liés à une combustion d'un produit inflammable ou à une explosion ;
- Les effets mécaniques sont liés à une surpression, résultant d'une onde de choc (déflagration ou détonation), provoquée par une explosion. Celle-ci peut être issue d'un explosif, d'une réaction chimique violente, d'une combustion violente (combustion d'un gaz), d'une décompression brutale d'un gaz sous pression (explosion d'une bouteille d'air comprimé par exemple) ou de l'inflammation d'un nuage de poussières combustibles. Pour ces conséquences, les spécialistes calculent la surpression engendrée par l'explosion (par des équations mathématiques), afin de déterminer les effets associés (lésions aux tympans, poumons, etc.) ;
- Les effets toxiques résultent de l'inhalation d'une substance chimique toxique (chlore, ammoniac, phosgène, etc.), à la suite d'une fuite sur une installation. Les effets découlant de cette inhalation peuvent être, par exemple, un œdème du poumon ou une atteinte au système nerveux.

### Accidents récents

#### Accident du 29 septembre 2011
Le 29 septembre 2011, un compresseur explose dans l'unité de fabrication d'ammoniaque de l’entreprise GPN à Grand-Quevilly se produit sans faire de victime. L'incendie qui a suivi a pu être également rapidement maîtrisé. Aucune fuite d’ammoniac en dehors de l’usine n’a été détectée,.

#### Accident du 30 janvier 2012
Le 30 janvier 2012, un incendie dans la centrale thermique du Havre a conduit l’exploitant à déclencher son POI et à évacuer l’ensemble du personnel. Si l’incendie n’a fait aucune victime, plusieurs tranches de la centrale ont été arrêtées et leur redémarrage a été effectué sur plusieurs mois,
,.

#### Accident du 21 janvier 2013
Le 21 janvier 2013, une négligence lors de la production d'additif pour lubrifiant (le dialkyldithiophosphate de zinc) entraîne une importante émanation de mercaptans gazeux ; une odeur désagréable est perçue jusqu'en région parisienne et dans le sud de l’Angleterre. L'odeur des mercaptans étant perçue à des concentrations extrêmement faibles, très inférieures au seuil de toxicité réglementaire, il n'y avait pas de danger pour la santé, mais faute d'information claire du public, l'incident a  provoqué à Rouen un début de panique. Pour la première fois dans le département, un Plan Particulier d'Intervention est déclenché (préventivement). Il a permis aux autorités de superviser l’enlèvement du produit et le nettoyage des cuves.
Six mois plus tard, le rapport officiel conclut à une erreur humaine : un technicien a mis en route un agitateur au lieu d'une pompe. L'erreur était aussi collective, car le week-end, le personnel en poste n'a pas remarqué l'élévation de température de la cuve. Enfin, l'accident a été aggravé par la lenteur de la mise en place des mesures de neutralisation du problème, faute d’entraînement du personnel. Le panache odorant a été rétrospectivement modélisé (en 2015), confirmant « une situation de rotation du vent de 360° en 24 heures qui montrent que toutes les directions autour du site ont été impactées entre le 21 et le 22 janvier, expliquant la dispersion du nuage vers Paris et jusqu’au sud l’Angleterre »,.
L'entreprise prend des mesures correctrices, dont le renforcement du suivi de la température des bacs de stockage ; la mise en place d’un diagnostic de début de décomposition des produits ; la vidange du contenu du stockage vers un bac de quarantaine en cas de suspicion de décomposition et la création d’une procédure de traitement d’une décomposition et des situations accidentelles qui en découlent. L'État réagit aussi : la ministre Delphine Batho annonce, en avril 2013, une vingtaine de mesures de sécurisation renforcée des sites Seveso, dans le cadre d’un « plan de mobilisation pour la prévention des risques technologiques ». L'une de ces mesure est la création d’une force d’intervention rapide pouvant rapidement mobiliser des experts et les moyens d'autres sites industriels, et faire appel aux laboratoires indépendants et associations pour mesurer rapidement le niveau des rejets accidentels,,. Des enquêtes judiciaires et ministérielles sont diligentées. L'entreprise est condamnée à une amende de 4 000 euros d'amende et la partie civile (l'association France Nature Environnement) obtient un euro symbolique et le remboursement de ses frais de justice.

#### Accident du 26 septembre 2019

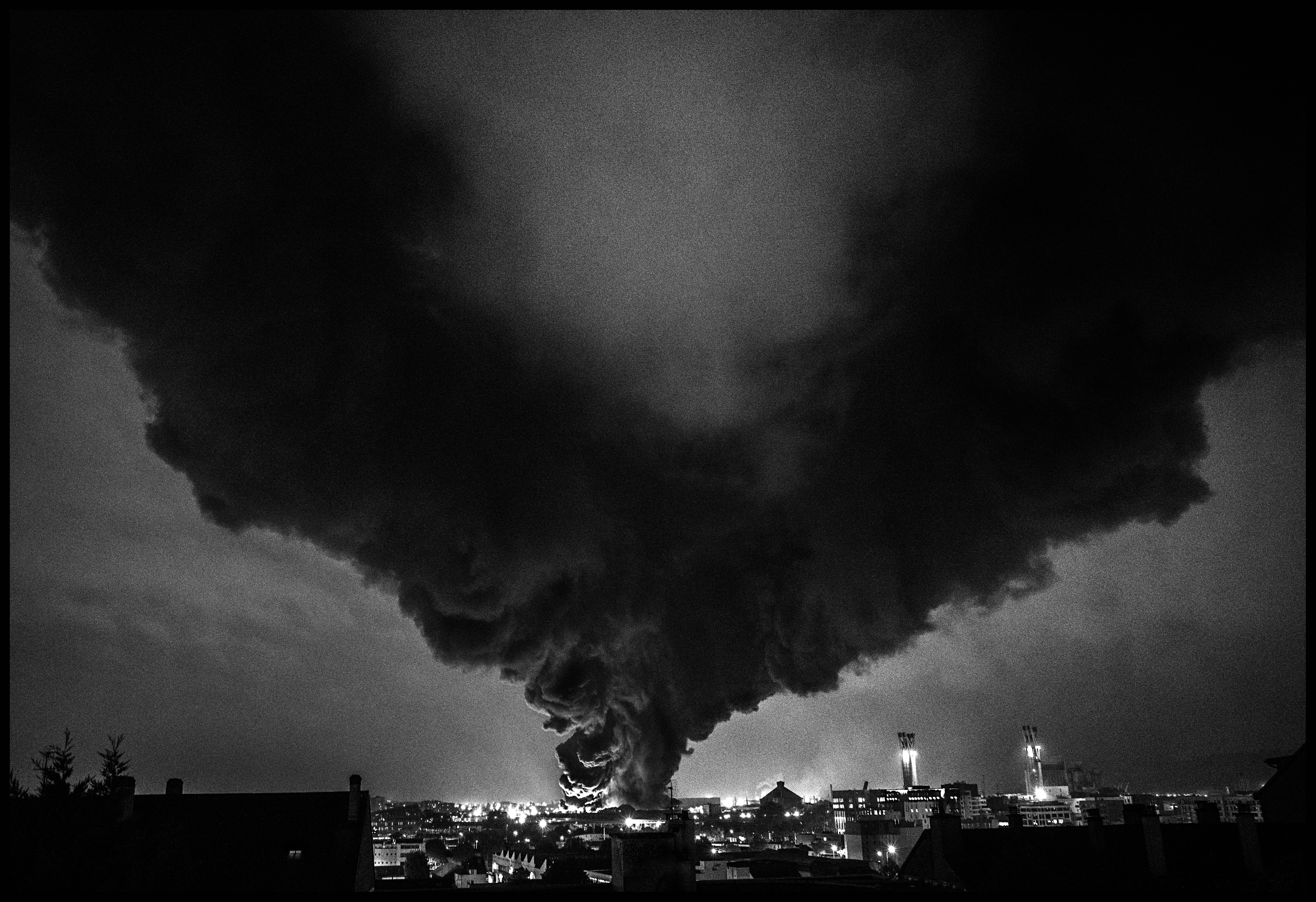
L'incendie de l'usine le 26 septembre au matin.

Le 26 septembre 2019, un incendie se déclare dans une usine de produits chimiques de la société Lubrizol classée Seveso seuil haut qui synthétise et stocke des produits chimiques (phosphorés et organosulfurés) destinés à être utilisés comme additifs pour lubrifiants. Pour des raisons encore inconnues, le feu a pris supposément dans les installations d’enfûtage et entrepôts et a touché une partie d'un site voisin. Un épais panache de fumée noire s'est formé, atteignant plus de 20 km. Ni morts ni blessés ne sont à déplorer selon les premiers bilans. Dans le cadre de la gestion de l'accident, différentes mesures sont prises pour la protection de la population (confinement, fermetures d'écoles, suspension de certaines activités agricoles, etc). Des restrictions agricoles sont également imposées en ce qui concerne la production de lait et la récolte des fruits et légumes.

## Connaissance du risque industriel

### Nombre de sites Seveso
La directive Seveso distingue deux types d’établissements, selon la quantité totale de matières dangereuses sur site : les établissements Seveso seuil haut et les établissements Seveso seuil bas . Les mesures de sécurité et les procédures prévues par la directive varient selon le type d’établissements (seuil haut ou seuil bas), afin de considérer une certaine proportionnalité.
Il existe 75 établissements relevant du régime Seveso au 19 octobre 2019 : 47 seuils hauts et 28 seuils bas. Ce décompte varie continuellement en fonction de l'évolution de l'activité des entreprises ou des efforts de réduction des risques à la source par les exploitants. Les 47 sites Seveso euil haut sont les suivants :
| Nom établissement                  | Commune                 | Type d'activité | ippc | Niveau seveso | code_s3ic et lien fiche |
| ---------------------------------- | ----------------------- | --- | ---- | ------------- | ----------------------- |
| Oril Industrie                     | Bolbec                  | Fabrication d'autres produits chimiques organiques de base                                                                   | OUI  | SH            | 0058.00509              |
| Revima                             | Rives-en-Seine          | Réparation et maintenance d'aéronefs et d'engins spatiaux                                                                    | OUI  | SH            | 0058.00413              |
| Alkion Terminal Le Havre           | Gonfreville-l'Orcher    | Entreposage et stockage non frigorifique                                                                                     | OUI  | SH            | 0058.00317              |
| Total Raffinage France             | Gonfreville-l'Orcher    | Raffinage du pétrole | OUI  | SH            | 0058.00297              |
| Yara France                        | Gonfreville-l'Orcher    | Fabrication de produits azotés et d'engrais                                                                                  | OUI  | SH            | 0058.00331              |
| Alkion Terminal Le Havre           | Gonfreville-l'Orcher    | Entreposage et stockage non frigorifique                                                                                     | OUI  | SH            | 0058.02267              |
| Chevron Oronite Sas                | Gonfreville-l'Orcher    | Fabrication d'autres produits chimiques n.c.a.                                                                               | OUI  | SH            | 0058.00439              |
| Norgal                             | Gonfreville-l'Orcher    | Entreposage et stockage non frigorifique                                                                                     | NON  | SH            | 0058.00521              |
| Sigalnor                           | Gonfreville-l'Orcher    | Activités de conditionnement                                                                                                 | NON  | SH            | 0058.00338              |
| Borealis Chimie                    | Le Grand-Quevilly       | Fabrication de produits azotés et d'engrais                                                                                  | OUI  | SH            | 0058.00607              |
| Rubis Terminal "Crd"               | Le Grand-Quevilly       | Entreposage et stockage non frigorifique                                                                                     | NON  | SH            | 0058.02058              |
| Rubis Terminal "Hfr"               | Le Grand-Quevilly       | Entreposage et stockage non frigorifique                                                                                     | NON  | SH            | 0058.00505              |
| Rubis Terminal "Aval"              | Le Grand-Quevilly       | Entreposage et stockage non frigorifique                                                                                     | NON  | SH            | 0058.00506              |
| Total Raffinage France             | Harfleur                | Fabrication d'autres produits chimiques organiques de base                                                                   | OUI  | SH            | 0058.00357              |
| Compagnie Industrielle Maritime    | Le Havre                | Entreposage et stockage non frigorifique                                                                                     | NON  | SH            | 0058.00435              |
| Shmpp                              | Le Havre                | Entreposage et stockage non frigorifique                                                                                     | NON  | SH            | 0058.00359              |
| Sepp                               | Le Havre                | Entreposage et stockage non frigorifique                                                                                     | NON  | SH            | 0058.00365              |
| Cabot Carbone Sas                  | Lillebonne              | Fabrication d'autres produits chimiques inorganiques de base n.c.a.                                                          | OUI  | SH            | 0058.00290              |
| Tereos Starch & Sweeteners Lbn     | Lillebonne              | Fabrication d'autres produits chimiques organiques de base                                                                   | OUI  | SH            | 0058.03187              |
| Arlanxeo Elastomeres France Sas    | Lillebonne              | Fabrication de caoutchouc synthétique                                                                                        | OUI  | SH            | 0058.00635              |
| Sodes                              | Lillebonne              | Fabrication d'autres produits chimiques organiques de base                                                                   | NON  | SH            | 0058.00323              |
| Brenntag Sa                        | Montville               | Commerce de gros (commerce interentreprises) de produits chimiques                                                           | NON  | SH            | 0058.00438              |
| Esso Raffinage                     | Port-Jérôme-sur-Seine   | Raffinage du pétrole | OUI  | SH            | 0058.00349              |
| Exxonmobil Chemical France         | Port-Jérôme-sur-Seine   | Fabrication d'autres produits chimiques organiques de base                                                                   | OUI  | SH            | 0058.00348              |
| Socabu                             | Port-Jérôme-sur-Seine   | | NON  | SH            | 0058.00326              |
| Primagaz                           | Port-Jérôme-sur-Seine   | Distribution de combustibles gazeux par conduites                                                                            | NON  | SH            | 0058.00427              |
| Yara                               | Oissel                  | Commerce de gros (commerce interentreprises) de produits chimiques                                                           | NON  | SH            | 0058.00594              |
| Total Fluides                      | Oudalle                 | Raffinage du pétrole | OUI  | SH            | 0058.00299              |
| Lubrizol France                    | Oudalle                 | Fabrication d'autres produits chimiques n.c.a.                                                                               | OUI  | SH            | 0058.00575              |
| Drpc (Ex Bollore Energie)          | Petit-Couronne          | | NON  | SH            | 0058.00360              |
| Butagaz Transition Sas             | Petit-Couronne          | Commerce de gros (commerce interentreprises) de combustibles et de produits annexes                                          | NON  | SH            | 0058.00459              |
| Petroplus Raffinage Petit Couronne | Petit-Couronne          | | NON  | SH            | 0039.00172              |
| Société Des Pétroles Shell         | Petit-Couronne          | | NON  | SH            | 0058.04565              |
| Rubis Terminal "Amont"             | Le Petit-Quevilly       | Entreposage et stockage non frigorifique                                                                                     | NON  | SH            | 0058.00298              |
| Care                               | Rogerville              | Entreposage et stockage non frigorifique                                                                                     | NON  | SH            | 0058.00555              |
| Lubrizol Rouen                     | Rouen                   | Fabrication d'autres produits chimiques n.c.a.                                                                               | OUI  | SH            | 0058.00574              |
| Basf Agri-Production Sas           | Saint-Aubin-lès-Elbeuf  | Fabrication de pesticides et d'autres produits agrochimiques                                                                 | OUI  | SH            | 0058.02648              |
| Maprochim Normandie                | Saint-Aubin-lès-Elbeuf  | | NON  | SH            | 0058.01234              |
| Compagnie Industrielle Maritime    | Saint-Jouin-Bruneval    | Entreposage et stockage non frigorifique                                                                                     | NON  | SH            | 0058.00434              |
| E & S Chimie                       | Saint-Pierre-lès-Elbeuf | Fabrication d'autres produits chimiques n.c.a.                                                                               | OUI  | SH            | 0058.00559              |
| Eramet                             | Sandouville             | Métallurgie des autres métaux non ferreux                                                                                    | OUI  | SH            | 0058.00350              |
| Sedibex                            | Sandouville             | Traitement et élimination des déchets dangereux                                                                              | OUI  | SH            | 0058.00378              |
| Omnova Solutions                   | Sandouville             | Fabrication de caoutchouc synthétique                                                                                        | OUI  | SH            | 0058.01173              |
| Seraf                              | Tourville-la-Rivière    | Traitement et élimination des déchets dangereux                                                                              | OUI  | SH            | 0058.01081              |
| Bollore Logistics                  | Tourville-la-Rivière    | Activités de conditionnement                                                                                                 | NON  | SH            | 0058.01253              |
| Odievre                            | Vieux-Manoir            | | NON  | SH            | 0058.05499              |
| Lepicard Agriculture Yerville      | Yerville                | Commerce de gros (commerce interentreprises) de céréales, de tabac non manufacturé, de semences et d'aliments pour le bétail | NON  | SH            | 0058.02024              |

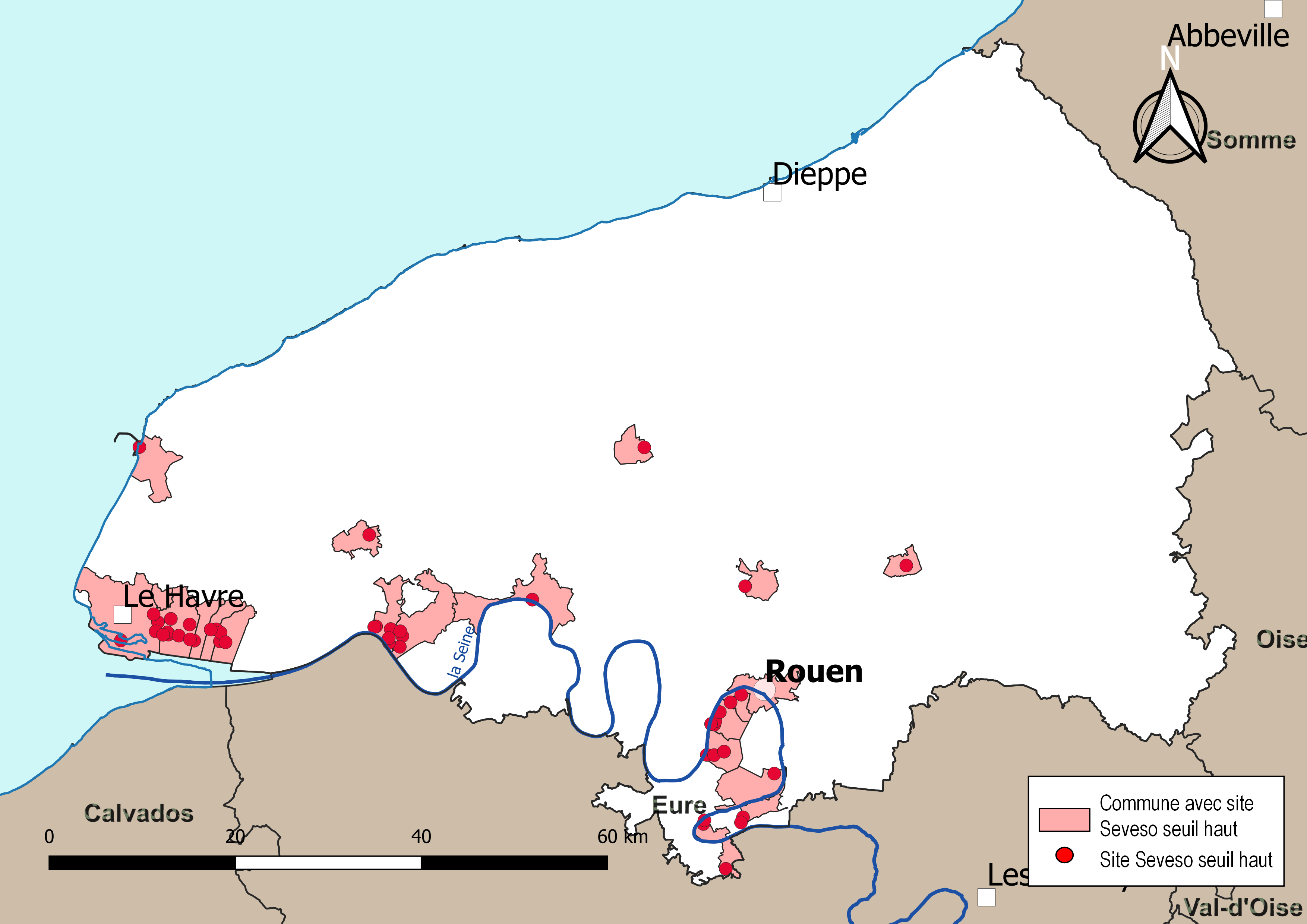
Communes hébergeant un site Seveso seuil haut.
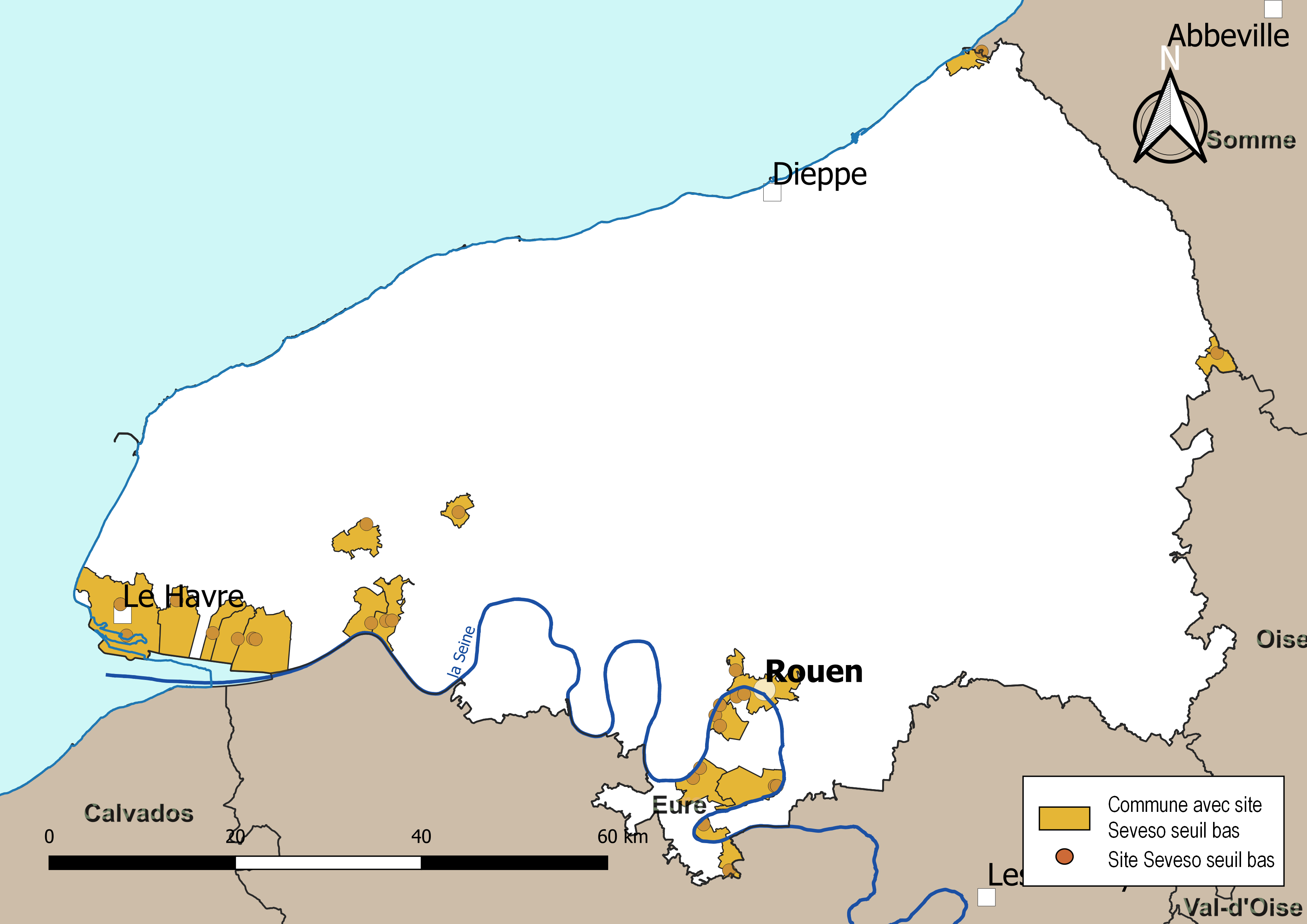
Communes hébergeant un site Seveso seuil bas.

### Nombre de sites émettant des polluants
L’approche intégrée de la réduction de la pollution des installations classées consiste à réduire si ce n’est éviter les émissions dans l’air, l’eau, le sol, en prenant en compte également la gestion des déchets afin d’atteindre un haut niveau de protection de l’environnement dans son ensemble. Ce principe est valable en France pour toutes les installations classées. Il existe dans le département de la Seine-Maritime 130 établissements rejetant des polluant relevant de la directive européenne n° 2010/75/UE du 24 novembre 2010 relative aux émissions industrielles (prévention et réduction intégrées de la pollution) , dite directive IED, se répartissant sur 67 communes. .

## Gestion du risque industriel

### Plans de prévention des risques technologiques (PPRT)
Conformément à la loi, tout établissement Seveso seuil haut met en œuvre un plan de prévention des risques technologiques (PPRT) ; il vise à résoudre les situations difficiles en matière d'urbanisme héritées du passé et à mieux encadrer l'urbanisation future. L'exploitant met en œuvre toutes les mesures de sécurité envisageables pour atteindre un niveau de risque aussi bas que possible, compte tenu de l'état des connaissances et des pratiques et de la vulnérabilité de l'environnement de l'établissement : on parle de réduction du risque à la source. Le PPRT comporte des dispositions pour les constructions exposées au risque. Les PPRT en vigueur en Seine-Maritime sont les suivants :
| Nom PPRT                                                  | Communes concernées | Entreprises concernées | Prescrit le      | Approuvé le     |
| --------------------------------------------------------- | --- | --- | ---------------- | --------------- |
| Caudebec-en-Caux (Rives-en-Seine)                         | Rives-en-Seine | Revima | 9 mai 2008       | 4 juillet 2011  |
| Le Havre                                                  | Le Havre - Gonfreville l’Orcher - Harfleur - Oudalle - Rogerville - Sandouville                                                    | Total Petrochemicals - Total Fluides - Chevron Oronite - Eramet - Care - Omnova Solutions - Norgal - Sigalnor - Sogestrol 1 - Lubrizol - Yara France - Sepp - Shmpp - Cim Le Havre - Total Raffinage Normandie - Sogestrol 2 | 17 février 2010  | 17 octobre 2016 |
| Lillebonne / Port-Jérôme-sur-Seine                        | Lillebonne - Saint-Aubin-sur-Quillebeuf - Quillebeuf-sur-Seine - Saint-Jean de Folleville - Petiville - Port-Jerôme-sur-Seine      | Esso Rsaf - Emcf - Lanxess Elastomères - Primagaz - Sodes - Benp - Ucf | 29 mai 2009      | 7 août 2014     |
| Montville                                                 | Montville - Eslettes - Malaunay | Brenntag Normandie | 22 décembre 2009 | 25 juillet 2013 |
| Rouen (Lubrizol)                                          | Rouen - Petit-Quevilly | Lubrizol | 6 mai 2010       | 31 mars 2014    |
| Saint-Aubin-les-Elbeuf                                    | Saint-Aubin-les Elbeuf - Orival | Basf Agri Production - Maprochim | 22 avril 2010    | 2 décembre 2013 |
| Saint-Jouin Bruneval                                      | Saint-Jouin Bruneval - La Poterie Cap d’Antifer                                                                                    | Cim Antifer | 9 février 2010   | 12 juillet 2012 |
| Saint-Pierre-les-Elbeuf                                   | Saint-Pierre-les Elbeuf - Elbeuf - Caudebec-les-Elbeuf - Martot - Saint Cyr la campagne - Saint Didier des bois - La Haye Malherbe | E&S Chimie | 6 mai 2010       | 3 juin 2014     |
| Zone industrielle et portuaire de Petit et Grand-Quevilly | Canteleu - Grand-Quevilly - Petit-Couronne - Petit-Quevilly - Quevillon - Rouen - Saint Martin-de-Boscherville - Val-de-la-Haye    | Borealis - Rubis Terminal | 12 mars 2010     | 25 janvier 2018 |
| Zone industrielle et portuaire de Petit-Couronne          | Petit Couronne - Val de la Haye - Grand Couronne - Oissel                                                                          | Drpc (Ex Bollore) - Butagaz | 12 mars 2010     | 29 janvier 2019 |

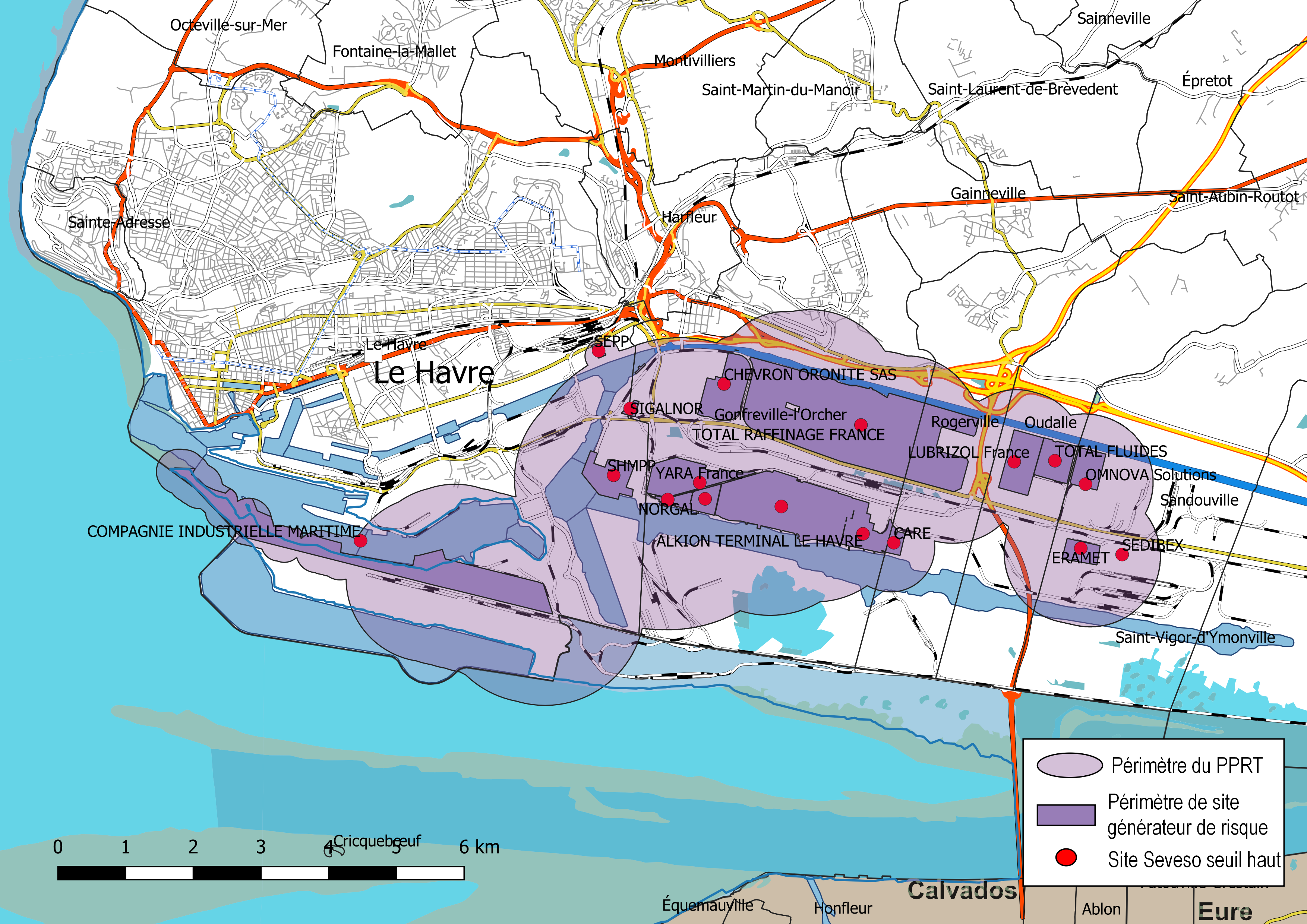
Périmètre du PPRT de la ZIP du Havre.
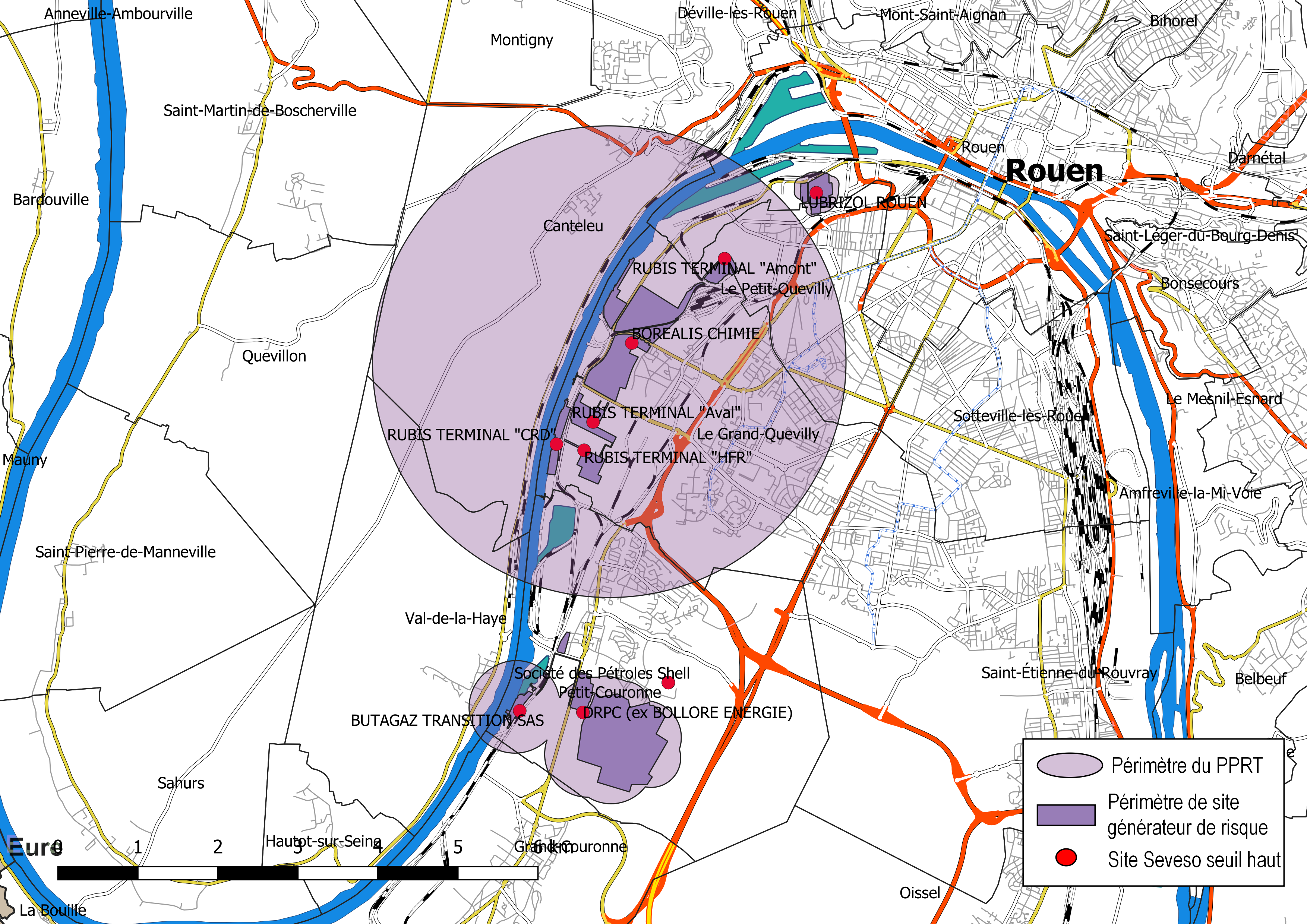
Périmètre des PPRT des zones de Petit-Quevilly et Grand-Quevilly, de Rouen (Lubrizol) et de Petit-Couronne.
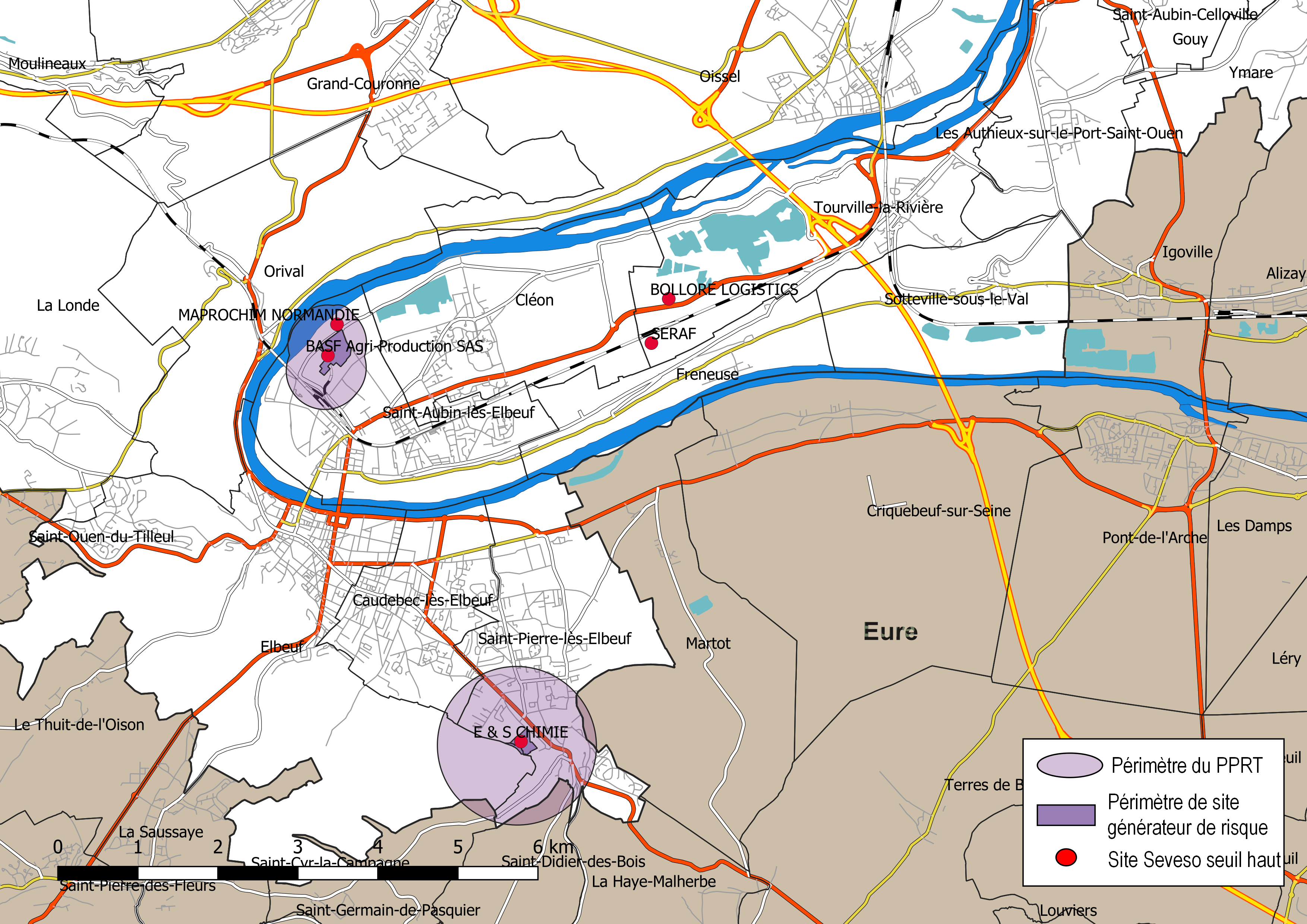
Périmètre des PPRT des zones de Saint-Pierre-les-Elbeuf et de Saint-Aubin-les-Elbeuf.
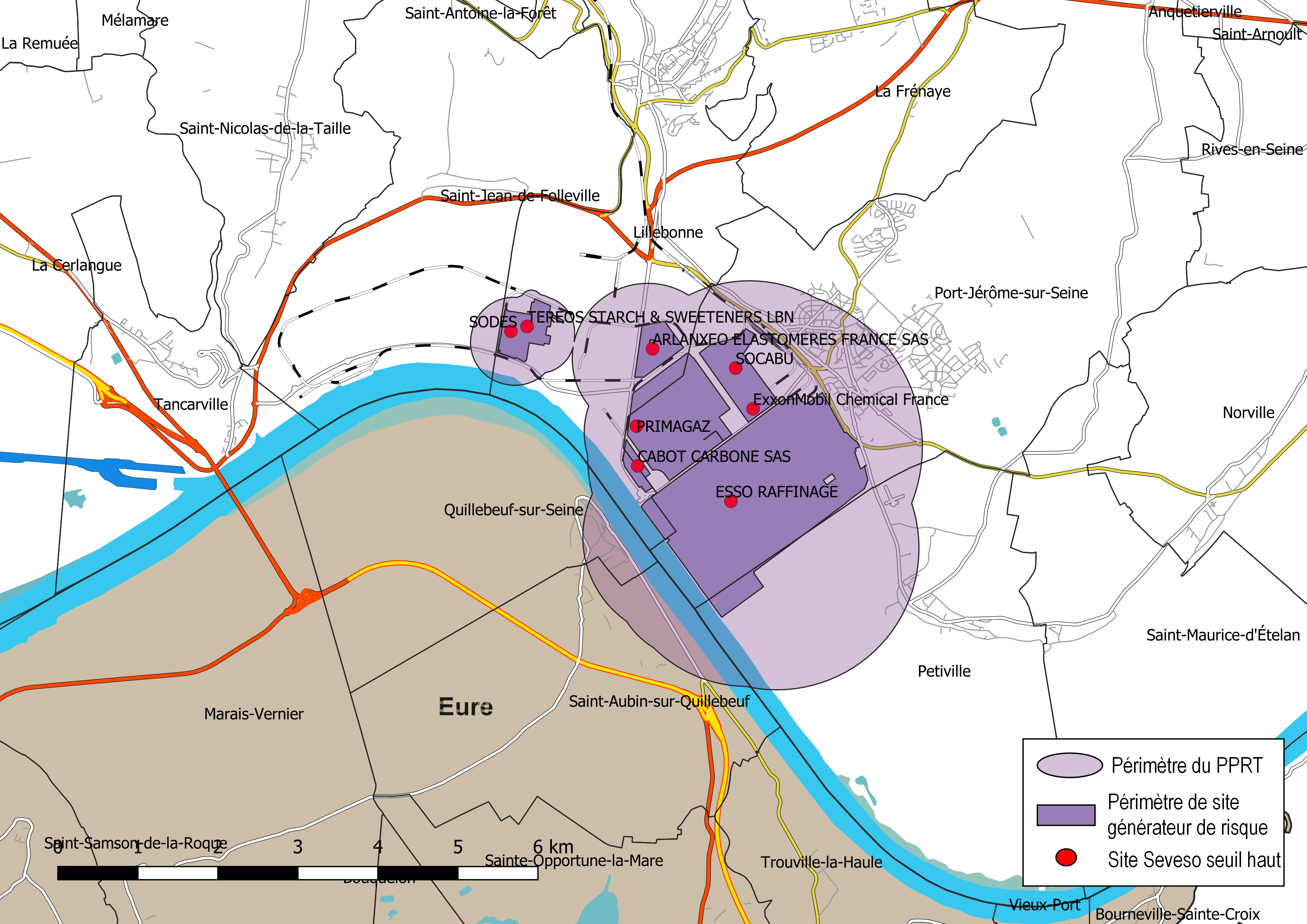
Périmètre du PPRT de la zone de Port-Jérôme.
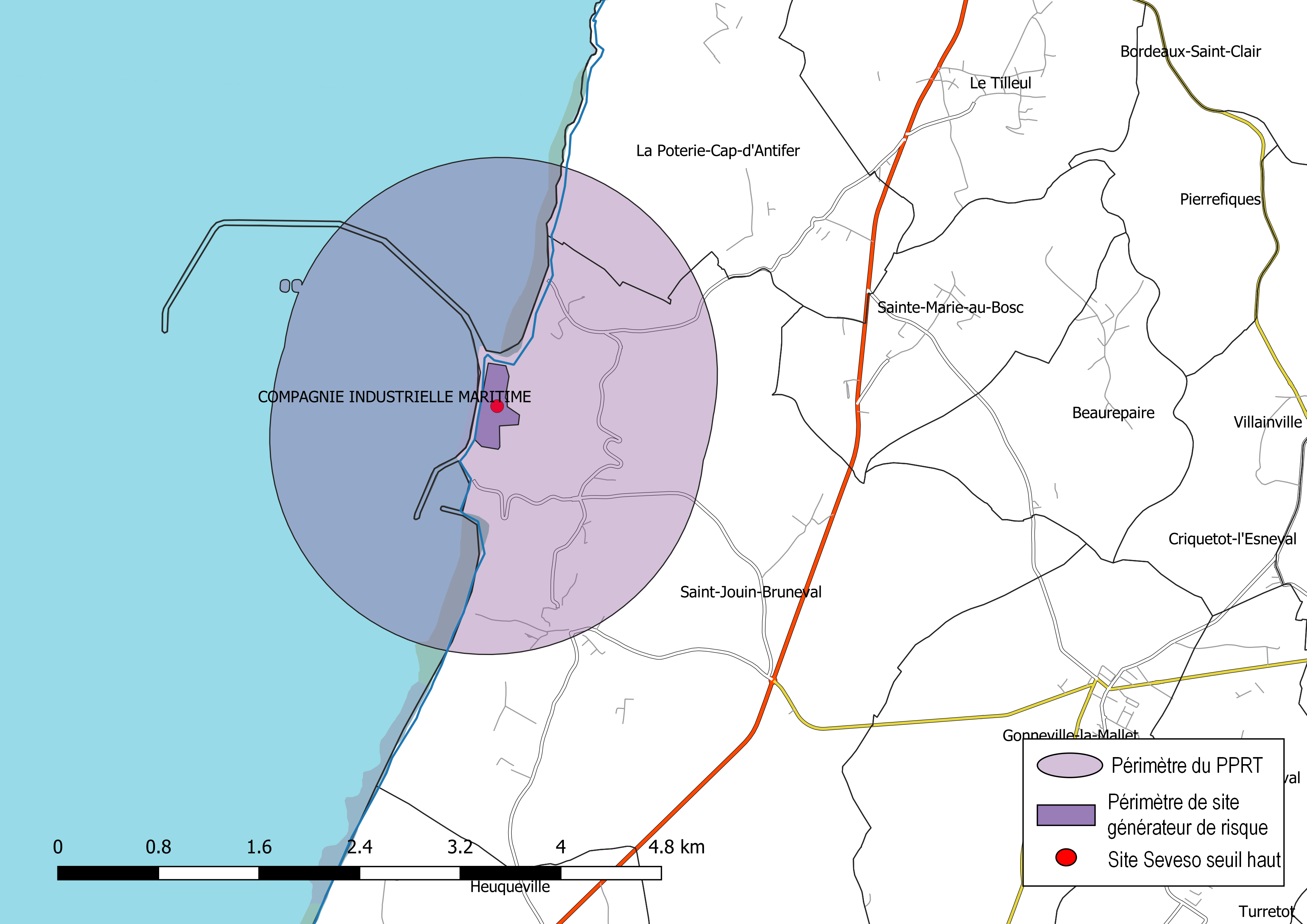
Périmètre du PPRT de la zone de Saint-Jouin-Bruneval.
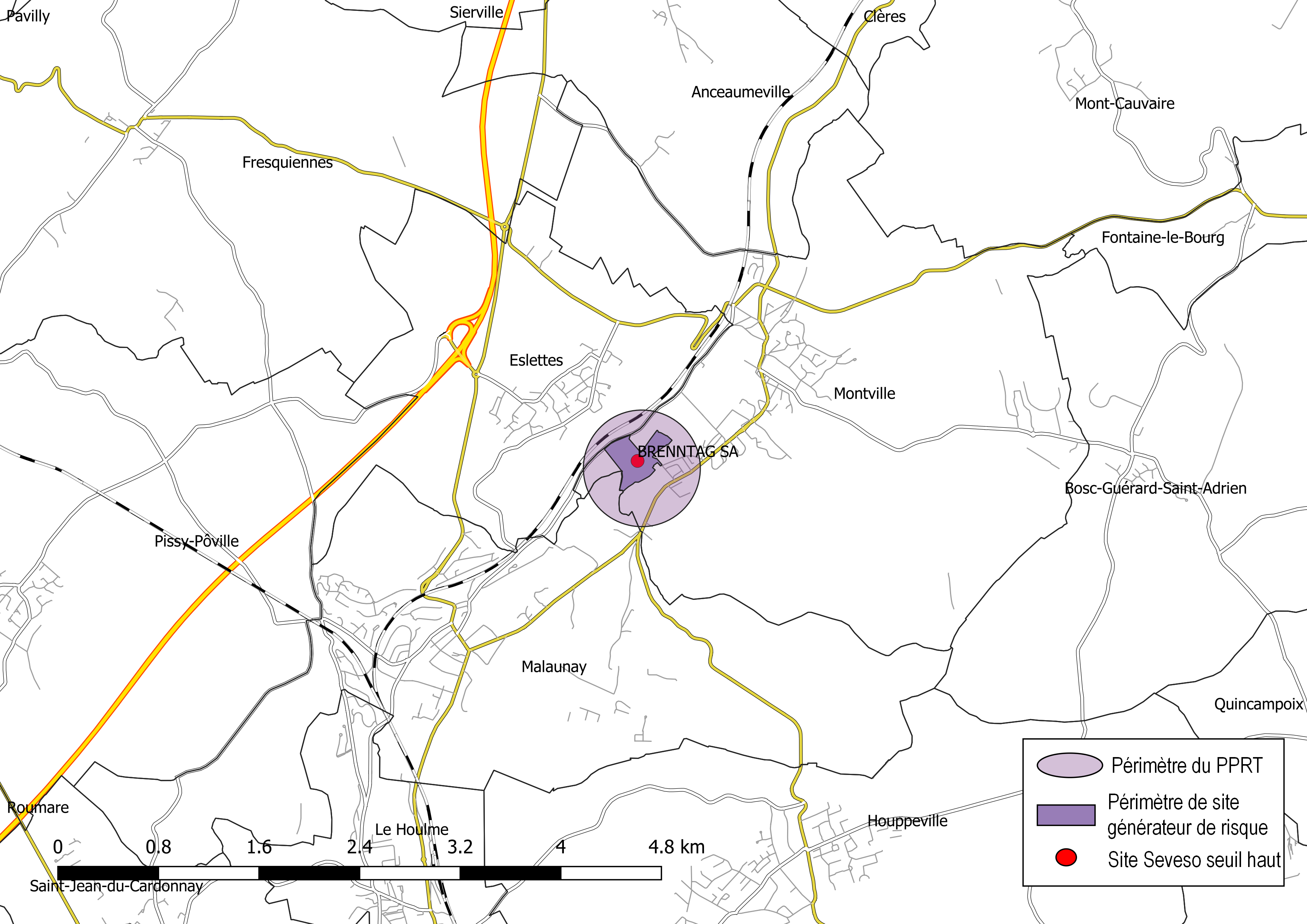
Périmètre du PPRT de la zone de Montville.

### Information préventive des populations
Le droit à l'information générale sur les risques majeurs s'applique. Chaque citoyen doit prendre conscience de sa propre vulnérabilité face aux risques et pouvoir l'évaluer pour la minimiser. Pour cela il faut se tenir informé sur la nature des risques qui menacent, ainsi que sur les consignes de comportement à adopter en cas d'événement (mairie, services de l'État). Les populations riveraines des sites classés Seveso AS doivent recevoir tous les cinq ans une information spécifique financée par les exploitants, sous contrôle du préfet. Cette campagne, généralement appelée campagne PPI, doit notamment porter sur la nature du risque, les moyens de prévention mis en place, ainsi que sur les consignes à adopter.

### Organisation de crise

#### Acteurs
En cas de crise grave, les acteurs compétents pour la mise en œuvre des secours sont  : 
- L’industriel, qui dispose, pour tout incident ou accident circonscrit à l’établissement, de son Plan d’opération interne (POI) pour organiser le premier niveau de réponse face à l’évènement
- Le préfet, qui élabore le Plan particulier d'intervention (PPI) pour faire face à un sinistre dont les conséquences dépassent les limites de l’établissement[25]. Le préfet est alors directeur des opérations de secours. La finalité de ce plan de secours est de protéger la population voisine des effets du sinistre. Ce plan, annexé au dispositif ORSEC départemental, définit le rôle de chacun des acteurs du risque majeur en cas d’accident grave. Le PPI est obligatoire pour tous les établissements classés Seveso « seuil haut ».
- Le maire qui, au niveau communal, est détenteur des pouvoirs de police et a la charge d’assurer la sécurité de la population. À cette fin, il prend les dispositions lui permettant de gérer la crise. En complément du secours aux personnes, le Plan communal de sauvegarde (PCS), quand il existe, permet au maire d’assurer le soutien et la sauvegarde de la population. Les communes du Petit-Quevilly et de Rouen disposent chacune d’un PCS[26],[27].

#### PPI de zone
Compte tenu de la densité du tissu industriel, et afin de prendre en compte les effets de réaction en chaîne qui pourraient en résulter, des PPI dits « de zone » ont été arrêtés pour différentes zones industrielles :
- la zone de Rouen, qui concerne vingt établissements dont l’entreprise Lubrizol[28],
- la zone industrialo-portuaire du Havre[29] ;
- la zone d'Elbeuf[30] ;
- la zone de Port-Jérôme[31] ;
- la zone de Caudebec-en-Caux[32].

#### Consignes à appliquer en cas de crise
Les consignes données par la préfecture en cas de déclenchement des sirènes d'alerte à la suite d'un accident industriel sont les suivantes : 
- Enfermez-vous : Entrez dans la maison ou le local le plus proche. Un bâtiment constitue un écran efficace (sous réserve de se protéger des éclats de verre) entre vous-même et d'éventuels gaz toxiques. Il vous protège également contre les très fortes températures émises par une explosion ou un incendie. La rue constitue, par contre, le lieu le plus exposé aux dangers. Par ailleurs, des rues dégagées facilitent l'intervention des secours. Ne tentez donc pas de rejoindre vos proches. N'allez pas chercher vos enfants à l'école, ils y sont pris en charge.
- Fermez portes et fenêtres : Obstruez soigneusement toutes les ouvertures. Arrêtez les ventilations. Un local bien clos ralentit considérablement la pénétration des toxiques. En cas de picotements ou d'odeurs fortes, respirez à travers un mouchoir mouillé. Évitez toute flamme ou étincelle. Ne fumez pas.
- Écoutez France Bleu Haute-Normandie En cas d'alerte, son antenne est mise à disposition de la préfecture afin de permettre la diffusion de messages à la population. Vous serez ainsi informé de la nature du danger et de l'évolution de la situation. Cette radio vous indiquera les consignes complémentaires à suivre pour mieux vous protéger. Ne téléphonez pas. Les lignes téléphoniques doivent rester à la disposition des secours. Tous les renseignements utiles vous seront fournis par la radio. D'autres radios sont conventionnées pour diffuser les messages d'alerte et d'information : France Inter, NRJ, Résonance, RVL, RCF... Renseignez-vous auprès de la préfecture pour connaître leurs fréquences en fonction des secteurs concernés.

Respectez ces consignes jusqu'à la fin de l'alerte signalée par la sirène (son continu de 30 secondes) et confirmée par la radio.